# Laudate Deum
Laudate Deum (en español: «Alaben a Dios »), es el título de la exhortación apostólica del papa Francisco, que se publicó el 4 de octubre de 2023 durante la fiesta de san Francisco de Asís, patrono de la ecología, y que es una continuación de la encíclica Laudato si', dedicada a las cuestiones medioambientales y a la ecología integral, en la cual se busca el bienestar de toda la naturaleza, el ser humano incluido, adaptando el modo de vivir actual del hombre a uno en comunión con toda la creación de Dios. 
En esta exhortación, Laudate Deum, el papa califica la situación como un “problema social global” relacionado con la dignidad de la vida humana y estima que el cambio climático “es uno de los principales desafíos a los que se enfrenta la comunidad mundial”. La exhortación se publicó el sitio web oficial Vatican.va. 
Igualmente, el papa Francisco advierte que “no se trata de una cuestión secundaria o ideológica, sino de un drama que nos daña a todos”.